# Reinhard Saftig
Reinhard Saftig (Uersfeld, 23. siječnja 1952.) njemački je bivši nogometni trener. 
Saftig je u svojoj karijeri trenirao Bayern München, Borussiju Dortmund, Hannover 96, VfL Bochum, Bayer Leverkusen, Kocaelispor, Galatasaray i 1. FSV Mainz 05.

## Životopis
Svoju trenersku karijeru, Saftig je započeo u Bayern Münchenu, kao nasljednik Pala Csernaija. Saftig je Bayern trenirao samo 45 dana, od 17. svibnja do 30. lipnja 1983. godine.
Tada je preuzeo vodstvo dortmundske Borussije u drugom dijelu 1985./86. sezone i osigurao Borussiji ostanak u Bundesligi. Sljedeće sezone, Borussia je znatno ojačala, što je rezultiralo prolskom u kvalifikacije za Kup UEFA, nakon što su završili na četvrtom mjestu.  
1991. godine, Saftig je sudjelovao u tragičnoj automobilskoj nesreći s Mauriceom Banachom, bivšem junioru Borussije Dortmund, koji je preminuo prij dolaska hitne pomoći. Banach je igrao za Saftiga u mladoj ekipi.
Tijekom sezone 1992./93., Saftig je Bayer Leverkusen odveo do finala njemačkog kupa. Nakon toga je dobio otkaz zbog svađe s klubom, a Leverkusen je osvojio kup pod vodstvom drugog trenera, pobijedivši Herthu Berlin.
1994. godine, Preuzeo je vodstvo turskog Kocaelispora, a zatim se premjestio u Galatasaray. Od 22. lipnja 2005., Saftig obnaša dužnost komercijalnog menadžera Arminije Bielefeld. Prije toga, radio je kao glavni skaut Borussije Dortmund.